# Mayu Iwatani
Pour les articles homonymes, voir Iwatani.
Mayu Iwatani (岩谷 麻由, Iwatani Mayu) est une catcheuse japonaise née le 19 février 1993 à Mine. Elle travaille à la Dream Star Fighting Marigold (en) (Marigold). Elle fait partie des premières catcheuses formées au dojo de la World Wonder Ring Stardom (Stardom) et fait ses débuts en 2011 durant le tout premier spectacle de cette fédération de catch. Au cours de sa carrière, elle remporte à cinq reprises le championnat Artist of Stardom : une fois avec Hiroyo Matsumoto (en) et Miho Wakizawa, une fois avec Io Shirai et Takumi Iroha (en), une fois avec Shirai et Kairi Hojo et deux fois avec Saki Kashima et Tam Nakano. Elle est aussi double championne Wonder of Stardom et double championne World of Stardom.

## Carrière de catcheuse
Mayu Iwatani entre au dojo de la World Wonder Ring Stardom (Stardom) en 2010 en quittant le lycée,. Elle fait ses débuts le 23 janvier 2011 lors du tout premier spectacle de la Stardom où elle perd face à Arisa Hoshiki (en). En octobre, la Stardom annonce qu'Iwatani va faire équipe avec Hoshiki durant le tournoi Goddess of Stardom Tag League pour désigner les premières championnes Goddess of Stardom. Le 27 novembre, la Stardom annonce l'organisation d'un tournoi pour désigner la rookie de l'année le 11 décembre auquel participe Iwatani. Durant ce tournoi, elle se qualifie pour la demi-finale en éliminant Eri Susa mais elle ne parvient pas à vaincre Yoshiko (en) au tour suivant.
Elle commence à être mise en sur le devant de la scène à la fin de l'année 2013. Le 29 décembre, elle fait équipe avec Hiroyo Matsumoto (en) et Miho Wakizawa et elles battent Alpha Female (en), Female Predator Amazon et Kyoko Kimura pour remporter le championnat Artist of Stardom.
Le 9 février 2014, le trio Iwatani-Matsumoto-Wakizawa conservent leur titre après leur victoire face à Kairi Hojo, Kaori Yoneyama (en) et Yuhi (en). Le 16 mars, elles restent championnes en battant Hatsuhinode Kamen, Kaori Yoneyama (en) et Kellie Skater (en). Le 29 avril, elles restent championnes en gagnant face à Kairi Hojo, Koguma et Nanae Takahashi (en). Le 26 juin, Act Yasukawa (en) qui est championne Wonder of Stardom rend sa ceinture car elle a des problèmes de santé. La Stardom organise un tournoi pour désigner la nouvelle championne le 27 juillet et Iwatani est une des participantes. Elle remporte ce tournoi en éliminant Kairi Hojo en demi-finale puis Miho Wakizawa en finale. Le règne de championnes Artist of Stardom du trio Iwatani-Matsumoto-Wakizawa s'arrête le 10 août après leur défaite face à Hatsuhinode Kamen, Kaori Yoneyama et Tsubasa Kuragaki (en).

## Palmarès
- New Japan Pro-Wrestling
  - 1 fois championne IWGP[15]
- Ring of Honor
  - 1 fois championne Women of Honor[16]

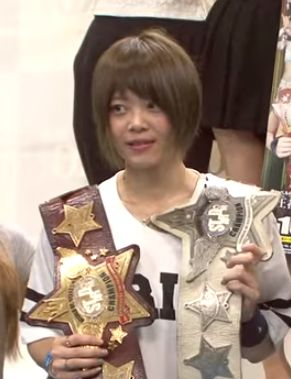
Mayu Iwatani avec les ceintures de championne World of Stardom (la ceinture rouge bordeaux) et de championne Wonder of Stardom.

- World Wonder Ring Stardom (Stardom)
  - 5 fois championne Artist of Stardom avec Hiroyo Matsumoto (en) et Miho Wakizawa (1 fois), avec  Io Shirai et Takumi Iroha (en) (1 fois), avec Io Shirai et Kairi Hojo (1 fois), avec Saki Kashima et Tam Nakano (2 fois)[17]
  - 2 fois championne Goddess of Stardom avec Io Shirai (1 fois) puis avec Saki Kashima[18]
  - 1 fois championne High Speed[19]
  - 1 fois championne SWA World[20]
  - 2 fois championne Wonder of Stardom[21]
  - 2 fois championne World of Stardom[22]
  - 2ème Grand Slam Women's Champion
  - Tournoi Cinderella Champions Fiesta
  - Tournoi Goddesses of Stardom Tag League 2015[23]
  - Tournoi Cinderella 2016[24]
  - 5STAR Grand Prix 2018[25]

## Récompenses des magazines
- Pro Wrestling Illustrated

| Année | 2017 | 2018 | 2019 | 2020 | 2021 | 2022 | 2023 | 2024 |
| ----- | ---- | ---- | ---- | ---- | ---- | ---- | ---- | ---- |
| Rang  | 15   | 9    | 16   | 10   | 65   | 27   | 30   | 14   |

- Tokyo Sports
  - Prix féminin 2019[27]

- Wrestling Observer Newsletter
  - 9e équipe de l'année 2016 avec Io Shirai[28]
  - 5e Most Valuable Player (MVP) japonais de l'année 2020[29]
  - 2e Most Valuable Player (MVP) féminine de l'année 2020[29]